# Ruprecht Polenz

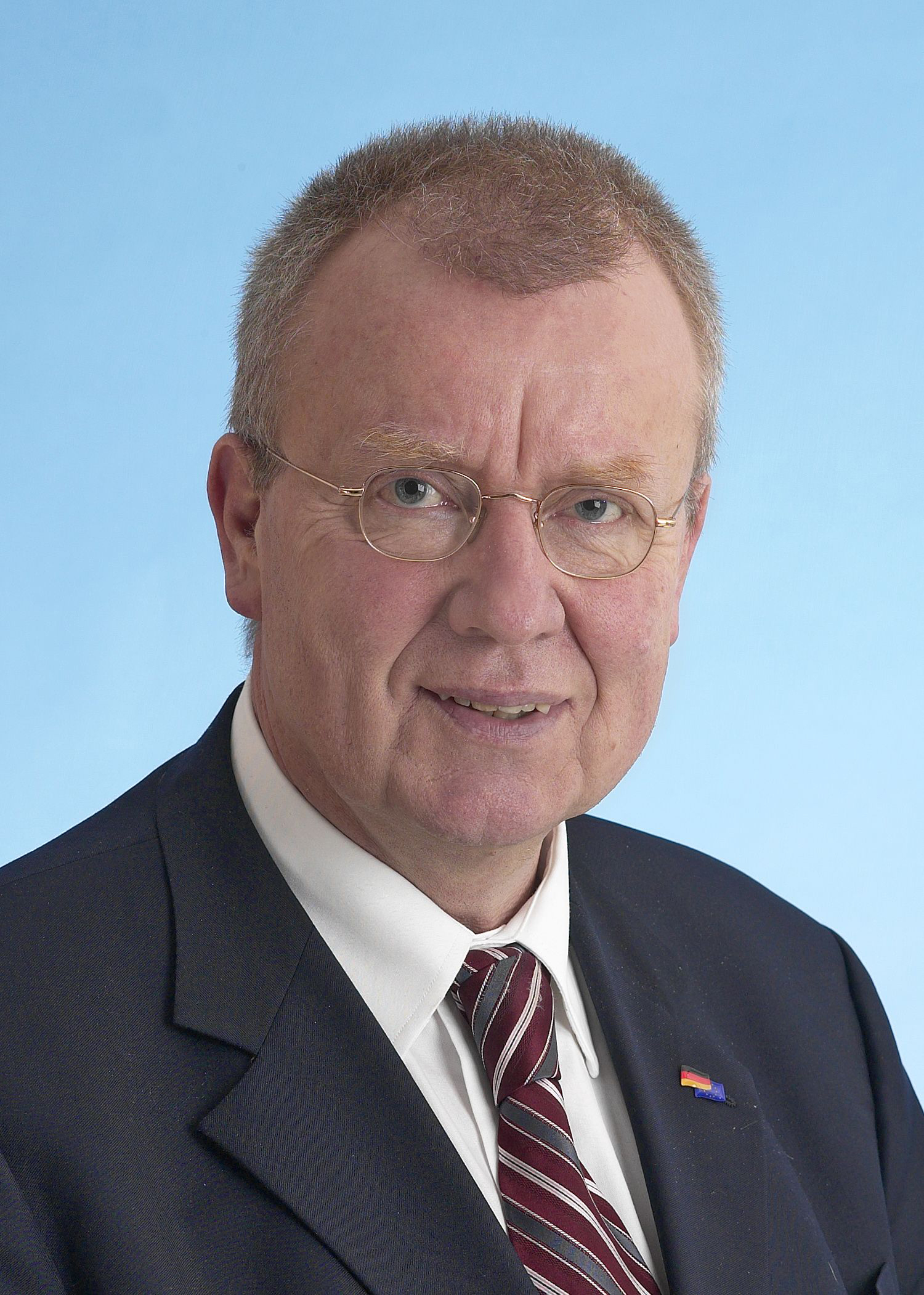
Ruprecht Polenz (2012)

Ruprecht Rolf Gotthelf Polenz (* 26. Mai 1946 in Denkwitz bei Großpostwitz) ist ein deutscher Politiker (CDU). Er ist seit 2013 Präsident der Deutschen Gesellschaft für Osteuropakunde.
Polenz war von 2005 bis 2013 Vorsitzender des Auswärtigen Ausschusses des Deutschen Bundestages und von April bis November 2000 Generalsekretär der CDU. Seit 4. November 2015 ist er offizieller Vertreter der Bundesregierung im Dialog um den Völkermord an den Herero und Nama mit Namibia. Ab 2017 galt er zeitweise als ein bekannter Vertreter der Union der Mitte, der er inzwischen aber nach eigener Aussage nicht mehr angehört. Stattdessen schloss er sich der Klimaunion an.

## Leben
Ruprecht Polenz verbrachte die ersten sechs Jahre seiner Kindheit nahe der sächsischen Stadt Bautzen. Da seine Eltern nicht wollten, dass er in der DDR eingeschult und der ideologischen Indoktrination der SED ausgesetzt wird, flüchtete die Familie 1952 in den Westen und zog nach Hafenlohr in Unterfranken. Nach dem Abitur 1966 war Polenz zunächst Zeitsoldat und Reserveoffizieranwärter beim Fernmeldebataillon 4 in Regensburg (letzter Dienstgrad: Leutnant d. R.). Als Motiv gab er seine Überzeugung an, dass Krieg nur durch Abschreckung vermeidbar sei. Anschließend absolvierte er dann ab 1968 ein Studium der Rechtswissenschaft als Stipendiat der Konrad-Adenauer-Stiftung an der Universität Münster, welches er 1973 mit dem ersten juristischen Staatsexamen beendete. Nach dem Referendariat legte er 1976 auch das zweite Staatsexamen ab und arbeitete von 1977 bis 1980 als wissenschaftlicher Assistent von Paul Kirchhof am Institut für Steuerrecht der Universität Münster. 1980 wechselte er als Leiter der Abteilung Presse- und Öffentlichkeitsarbeit an die Industrie- und Handelskammer Münster, deren Geschäftsführer er dann 1984 wurde. Von 1994 bis Oktober 2013 war er in dieser Funktion für die Dauer seiner Mitgliedschaft im Deutschen Bundestag beurlaubt. Darüber hinaus war Ruprecht Polenz von 1996 bis 2006 Präsident der Deutschen Atlantischen Gesellschaft. 2014 erhielt er in der Katholischen Akademie Schwerte den „Preis für Dialog, Verständigung und Versöhnung“. Die Laudatio hielt Rupert Neudeck. Seit 2014 ist Polenz der Dekan des Global Diplomacy Labs (GDL). Polenz ist auch Mitglied des Zentrums Liberale Moderne.
Polenz ist verheiratet und hat vier Kinder.

## Partei
Während des Studiums engagierte sich Polenz ab 1968 im Ring Christlich-Demokratischer Studenten, dessen Landesvorsitzender in Nordrhein-Westfalen er 1973 war. Im Jahre 1969 wurde er in den AStA der Uni Münster gewählt. Von 1974 bis 1980 gehörte er dem Landesvorstand der Jungen Union Nordrhein-Westfalen an. Von 1995 bis 2003 war er Vorsitzender des CDU-Kreisverbandes Münster, seit dem 18. Januar 2014 ist Polenz Ehrenvorsitzender der CDU Münster. Für die CDU war er außerdem von Juni 2000 bis Juli 2016 Mitglied des ZDF-Fernsehrates, dessen Vorsitz er ab 2002 innehatte.

## Generalsekretär
Vom 10. April bis zum 20. November 2000 war er unter der Parteivorsitzenden Angela Merkel Generalsekretär der CDU. Er wurde mit 88 % gewählt. In der Union wurde er für mangelnde Kampagnenfähigkeit kritisiert, CSU-Politiker Günther Beckstein beklagte einen „Harmonieterror“ in der CDU. Polenz reagierte auf die Kritik unter anderem mit einer Kampagne gegen die von der rot-grünen Regierung eingeführte Ökosteuer. Er demonstrierte auf dem Berliner Alexanderplatz mit einem Tretroller und einem weißen T-Shirt mit der Aufschrift „Weg mit dieser K.-o.-Steuer“.
Nach einem halben Jahr erklärte er überraschend seinen Rücktritt. FDP-Chef Guido Westerwelle bezeichnete den Rücktritt als „Bauernopfer“ Merkels. Die Journalistin Bettina Gaus spekulierte in der taz, dass Merkel den als liberal geltenden Polenz geopfert habe, nachdem Fraktionschef Friedrich Merz mit seinen konservativen Positionen zu Leitkultur und Migrationspolitik starken Zuspruch erfahren hatte.

## Abgeordneter
Von 1975 bis 1994 gehörte Polenz dem Rat der Stadt Münster an. Von 1994 bis 2013 war er Mitglied des Deutschen Bundestages und war von 2005 bis 2013 Vorsitzender des Auswärtigen Ausschusses. Ruprecht Polenz ist 1994 und 1998 als direkt gewählter Abgeordneter des Wahlkreises Münster und danach bei den Bundestagswahlen 2002 und 2005 über die Landesliste Nordrhein-Westfalen in den Bundestag eingezogen. Bei der Bundestagswahl 2009 konnte er erneut das Direktmandat im Wahlkreis Münster gewinnen.
Im Januar 2012 kündigte Polenz an, sich nach 19 Jahren als Bundestagsabgeordneter bei der Bundestagswahl 2013 nicht mehr zur Wahl stellen zu wollen.
Als einer der ersten CDU-Bundestagsabgeordneten sprach sich Polenz für die Einführung eines islamischen Religionsunterrichtes in deutscher Sprache aus. In der Außenpolitik lag ein Schwerpunkt von ihm auf islamischen Ländern wie der Türkei und dem Iran. Als Iran-Berichterstatter der Unionsfraktion forderte er, der Iran müsse auf Massenvernichtungswaffen verzichten, die Menschenrechte respektieren und von terroristischen Aktionen im Ausland ablassen. 1997 plädierte er für eine vorsichtige Öffnungspolitik, um die Reformpolitik des Landes zu unterstützen. 2008 verurteilt er die Annexion der georgischen Provinzen Abchasien und Südossetien durch Russland und befürwortet die Sanktionen infolge der völkerrechtswidrigen Annexion der Krim durch Russland im Jahr 2014. Nach Ausbruch des Bürgerkrieges in Syrien regte er 2012 an, Kontingente syrischer Flüchtlinge in Deutschland aufzunehmen sowie den syrischen Präsidenten Assad vor das Kriegsverbrechertribunal in Den Haag zu stellen.
Polenz ist einer der aktivsten Bundestagsabgeordneten auf der Internet-Plattform Facebook mit tausenden von Facebook-Freunden. Zahlreiche politische Statements gab Polenz direkt auf seiner Facebook-Pinnwand ab. Polenz war 2019 laut dem Magazin Focus der reichweitenstärkste deutsche Politiker auf Twitter. Seine Tweets seien im ausgewerteten Zeitraum von neun Monaten mehr als 900.000 Mal geteilt oder favorisiert worden. Eine größere Reichweite habe kein anderer deutscher Politiker erzielt. Auf Twitter wurde er wiederholt dafür kritisiert, nur Teaser zu kommentieren, nicht aber verlinkte Artikel. Für diese Praxis wurde das von seinem Namen abgeleitete Verb „polenzen“ geprägt. Polenz erwiderte auf die Kritik, wer einen Text teile, müsse davon ausgehen, dass die Menschen nur den Teaser lesen, und mit den Reaktionen leben.
Am 29. Juni 2012 zeichnete der International Business Club (IBC) Gelsenkirchen Polenz mit dem Integrationspreis INTEGRA aus.

## Vereinstätigkeit
Polenz ist Vorsitzender der christlich-muslimischen Friedensinitiative e. V. und Kuratoriumsmitglied der Christlich-Islamischen Gesellschaft sowie stellvertretender Vorsitzender des Kuratoriums von Aktion Deutschland Hilft e. V., dem Bündnis der Hilfsorganisationen. Außerdem ist er erster Vorsitzender der THW-Helfervereinigung Münster e. V. und Mitglied im Beirat der Atlantischen Initiative. Seit 2013 ist er Präsident der DGO.
Im Jahr 2002 nahm Polenz an der Bilderberger-Konferenz in Chantilly teil.

## Politische Positionen
Polenz warb in seinem Buch „Besser für beide. Die Türkei gehört in die EU“ für einen EU-Beitritt der Türkei, sofern diese die EU-Beitrittskriterien erfülle. Im September 2011 sprach sich Polenz für die Beobachtung des islamfeindlichen Blogs Politically Incorrect durch den Verfassungsschutz aus. In einem vielbeachteten, offenen Brief wandte sich Polenz an Rezo nach dessen Video „Die Zerstörung der CDU“. Der Politiker gab dem YouTuber darin weitgehend Recht, was Rezos Positionen zum Klimaschutz angeht und den Umgang der CDU mit jungen Wählern, insbesondere bezüglich der Fridays-for-Future-Demonstranten. Die AfD bezeichnete er wiederholt als rechtsradikal, rechtsextremistisch und faschistisch.

## Auszeichnungen
- 2020: Goldener Blogger[31]

## Veröffentlichungen
- Besser für beide. Die Türkei gehört in die EU. Ein Standpunkt. Edition Körber-Stiftung, Hamburg 2010, ISBN 978-3-89684-141-4.
- „Rudeljournalismus“ schadet unserer Demokratie. (Memento vom 17. November 2016 im Internet Archive), Telepolis, heise online, September 2014, Ruprecht Polenz im Gespräch mit Manuel Schumann
- Tu was!: Kurze Anleitung zur Verteidigung der Demokratie. C.H.Beck, München 2024, ISBN 978-3-40682398-5.